# August Heinrich Petermann

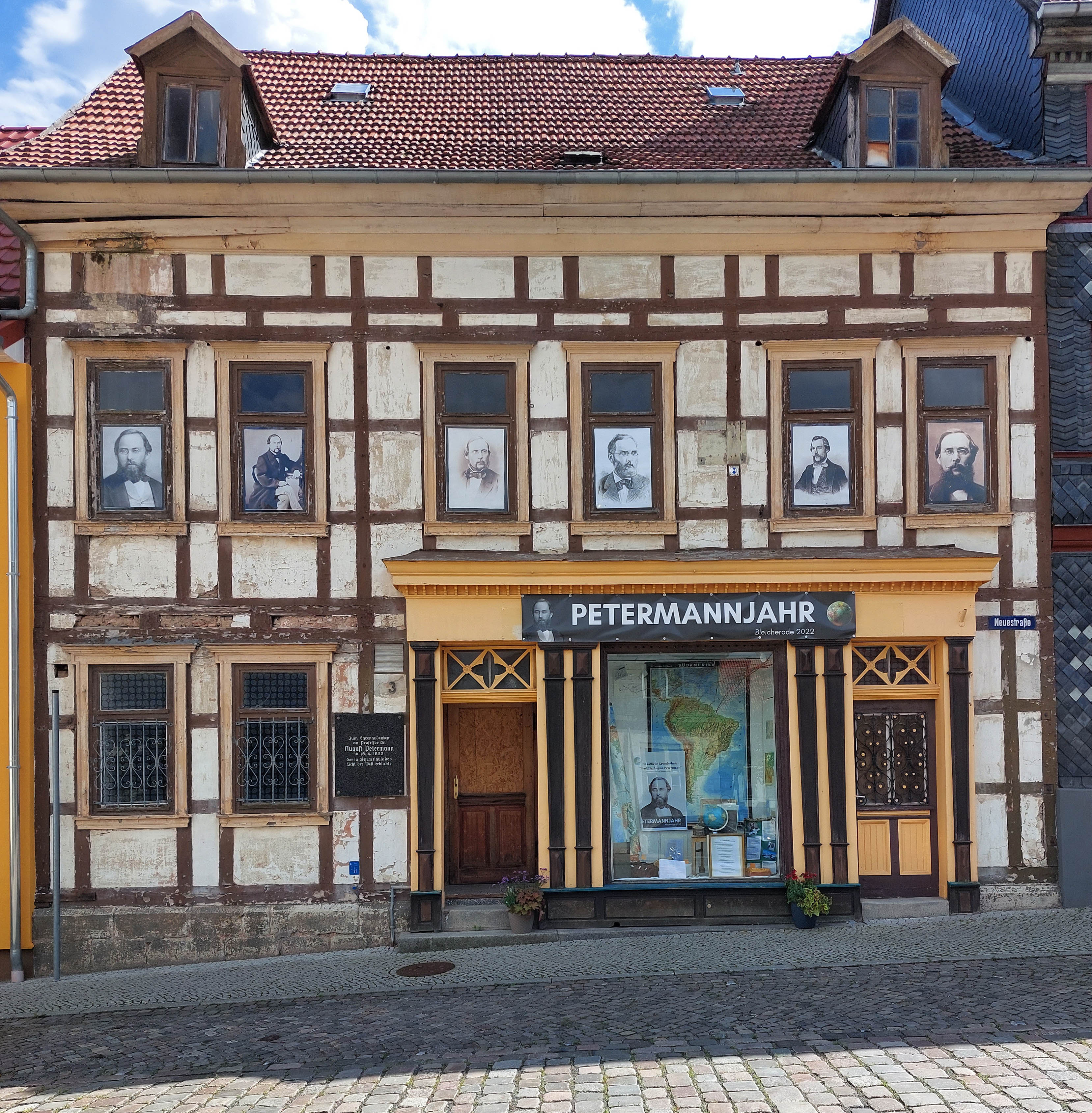
Casa onde nasceu August Petermanns em Bleicherode.

August Heinrich Petermann (Bleicherode, Nordhausen, 18 de abril de 1822 — Gotha, 25 de setembro de 1878) foi um proeminente cartógrafo e geógrafo alemão, conhecido por apoiar a teoria do mar polar aberto, um mar sem gelo que estaria localizado em torno do Pólo Norte. É considerado um dos principais representantes destas ciências no século XIX e o pioneiro da exploração do Oceano Ártico pelos alemães.

## Biografia
Nascido no centro de Bleicherode, filho de um atuário, frequentou o liceu de Nordhausen a partir dos 14 anos e desde cedo se interessou pela geografia e pelo desenho de mapas. Em 1839, ingressou na escola de arte de Heinrich Berghaus, em Potsdam, com o objetivo de receber formação científica e técnica em cartografia. Em 1845 mudou-se para Edimburgo e em 1847 para Londres. Em 1854, mudou-se de Londres para Gotha, na Turíngia, que gozava de uma excelente reputação científica graças aos trabalhos do astrónomo e geodesista Franz Xaver von Zach. Um ano mais tarde, fundou a Petermanns Geographische Mitteilungen, uma importante revista especializada em língua alemã no domínio da geografia.
Nos dias 23 e 24 de julho de 1865, reuniu-se em Frankfurt am Main a primeira Assembleia dos Mestres e Amigos Alemães da Geografia (Versammlung Deutscher Meister und Freunde der Erdkunde), o primeiro Dia dos Geógrafos Alemães. A reunião foi organizada por iniciativa de Otto Volger e August Petermann, o que mostra a influência que este último entretanto adquirira entre os seus pares.

### O Congresso Alemão de Geografia e a exploração polar
Devido aos seus méritos, Petermann era Mestre da Freies Deutsches Hochstift (Fundação Alemão Livre) desde 1860. Foram contactados os serviços governamentais, os jornais foram convidados e todas as sociedades geográficas foram informadas. Participaram 72 geógrafos dos países germanófonos da Europa Central, incluindo personalidades influentes como Georg von Neumayer, Ferdinand von Hochstetter, presidente da Sociedade Geográfica Imperial e Real austro-húngara (a K.k. geographischen Gesellschaft), Wilhelm Ihno v. Freeden, diretor da Escola de Navegação do Grão-Ducado de Oldenburg, e Friedrich Harkort. Dado que a Casa Goethe em Frankfurt se revelou demasiado pequena para o grande número de pessoas reunidas, a reunião realizou-se no novo edifício da Junghofstraße. Estiveram presentes Eduard Rüppell e Josef Wallach da Sociedade Geográfica de Frankfurt (Frankfurter Geographischen Verein). O tema da conferência foi a organização de uma expedição alemã para o Ártico (Die Veranstaltung einer Deutschen Nordfahrt).
Nesta reunião, August Petermann proferiu uma conferência sobre a exploração da região central do Ártico por uma expedição alemã ao Norte, na qual deplora a falta de apoio das nossas primeiras potências marítimas, os governos prussiano e austríaco, e pede donativos para uma viagem de reconhecimento no mar entre Svalbard e Novaya Zemlya. Na sua opinião, graças à Corrente do Golfo, o mar não congelaria completamente, nem mesmo no inverno, pelo que, uma vez atravessado o gelo à deriva, haveria um mar navegável até ao Pólo Norte, teoria que ficaria conhecida como o «mar polar aberto». Os planos de Petermann foram recebidos com grande interesse na Alemanha e na Áustria.
A investigação alemã sobre o Pólo Norte começou com as observações de Petermann em Frankfurt. No entanto, a Primeira Expedição Alemã ao Pólo Norte de 1868 e a Segunda de 1869/1870, ambas lideradas pelo capitão Carl Koldewey com instruções de Petermann, não levaram à descoberta do Pólo Norte. No entanto, a sua visão levou à descoberta da Terra de Franz-Joseph por Julius von Payer e Carl Weyprecht. O navio inicial da Primeira Expedição Alemã ao Pólo Norte, o Nordische Jagt Grönland, construído em 1867, ainda hoje se encontra preservado e é utilizado como navio-museu ativo do Museu Marítimo Alemão (o Deutsches Schifffahrtsmuseum).

### A «Notas geográficas de Petermann» (Petermanns Geographische Mitteilungen)
O nome de Petermann está ligado à casa editora especializada em geografia e cartografia de Justus Perthes, que celebrou o 150.º aniversário de Petermann em Gotha, em 2004.
A revista Petermanns Geographische Mitteilungen (Notas geográficas de Petermann), publicada pela primeira vez em 1855, também conhecida por PGM, tornou-se a mais importante revista de geografia em língua alemã, na qual foram publicadas todas as descobertas geográficas significativas dos séculos XIX e XX. Foi também um dos principais órgãos das geociências do ponto de vista teórico. Estas publicações, e as cartas geográficas dos autores, enriqueceram a coleção de mapas e a biblioteca da Justus-Perthes-Straße de Gotha. A publicação da revista PGM foi interrompida no final de 2004.

### Produção cartográfica
August Petermann é considerado um cartógrafo extraordinário e altamente respeitado a nível internacional. Após a sua formação em Potsdam, trabalhou em Edimburgo sob a orientação do cartógrafo Alexander Keith Johnston com académicos, marinheiros e exploradores britânicos na edição inglesa do Atlas Físico de Berghaus. Do período em que trabalhou em Londres, destacam-se os seus mapas sobre a densidade populacional e a propagação da cólera em Inglaterra, que ilustravam não só a distribuição dos casos, mas também os aspectos sociais das doenças infecciosas na fase inicial da investigação médica em epidemiologia. Com eles, Petermann juntou-se à geração fundadora dos mapas temáticos.
Com os mapas para a Petermanns Geographische Mitteilungen, passaram a destacar-se os de carácter mais topográfico. O editor da revista beneficiou das inovações da tecnologia cartográfica desenvovidas em Gotha, pois Bernhardt Perthes (1821-1857), neto do fundador da empresa, tinha desenvolvido a galvanoplastia, um processo eletroquímico de reprodução de chapas de cobre, que reduzia drasticamente a mão de obra e o tempo necessários, permitindo também a produção de secções de mapas. Por seu lado, [Emil von Sydow]] tinha levado a litografia a cores à maturidade na produção de mapas, o que também aumentou a produtividade e permitiu a utilização generalizada da cor para transmitir informações nos mapas. Após mais de uma década de prática, ambas as técnicas de produção cartográfica tinham ultrapassado os seus problemas iniciais e a combinação de ambas as técnicas na produção de cartões.
Com grande talento organizativo, Petermann transformou as potencialidades destes desenvolvimentos tecnológicos numa grande expansão das vendas de material cartográfico. Acompanhando os relatos de viages, os mapas de Petermann reconstruíam os itinerários de viagem, integrando-os em mapas, pelo que muitos autores viram nisso uma grande vantagem e recorreram à Mitteilungen para a sua realização e publicação, o que geralmente era conseguido rapidamente e com qualidade apelativa. Não era publicada nenhuma edição da Petermanns Geographische Mitteilungen sem um suplemento cartográfico, e eram publicados 25 a 35 suplementos com mapas por ano. O esforço de desenvolvimento era comparável ao de um atlas escolar. A abordagem sintética da apresentação das novas descobertas geográficas envolvia por vezes aspectos hipotéticos, o que provocava incómodos ou mesmo controvérsias entre os autores e o editor.
Os mapas produzidos por Petermann não foram apenas utilizados para fins informativos, mas constituíram também fontes importantes para as três edições revistas do Stieler's Hand-Atlas, nas quais Petermann desempenhou um papel decisivo. A reorganização dos atlas manuais deve-se à sua influência. As escalas foram alteradas para o sistema métrico internacional. As indicações político-geográficas foram completadas por indicações físico-geográficas, tais como a representação de desertos, rios de caudal periódico, valores da profundidade do mar, altitudes, nomes de picos, e muitas outras informações geográficas. Para as zonas de grande densidade populacional, foram incluídos mapas secundários a escalas maiores. Com o crescimento das cidades no século XIX, a representação dos lugares tornou-se mais condensada e, para o aumento do número de nomes, foi desenvolvido um tipo de letra mais versátil, mais fino, mas ainda assim facilmente legível. Petermann foi assistido por Hermann Berghaus e Carl Vogel (1828-1897), cartógrafos notáveis, sendo que Vogel, em particular, desenvolveu uma representação em relevo significativamente melhorada em hachuras. A elevada densidade de conteúdo e a qualidade da representação levaram repetidamente a queixas sobre as cópias a negro, a reprodução não autorizada de peças gráficas.
A divisão da produção dos mapas dos atlass numa repartição de trabalho especializado de até sete editores cartográficos, gravadores, litógrafos, impressores e outros técnicos exigiu o desenvolvimento de uma organização empresarial específica. A passagem do sistema de edição artesanal para o sistema de produção fabril, iniciada pelo editor Bernhardt Perthes, ressentiu-se da falta do talento organizativo de Petermann após a sua morte prematura. No entanto, os conhecedores da empresa de Gotha contradizem a ideia de que Petermann tinha uma função de direção. Não se pode ignorar que Petermann se interessou pouco pelas questões teóricas da cartografia e que foi um autodidata face ao desenvolvimento das ciências naturais do seu tempo.

### Escola de Petermann ou Escola de Gotha
Uma vez que não existia formação universitária para cartógrafos até ao início do século XX, Petermann assumiu a direção da formação dos seus colaboradores, seguindo o exemplo do seu professor Heinrich Berghaus. Para além de Hermann Habenicht e Bruno Hassenstein, de Gotha, os artesãos mais qualificados foram Ernst Debes, Georg Hirth e Ludwig Friederichsen, que demonstraram o elevado nível da formação ministrada por Petermann. Continuaram a sua carreira com a criação das suas próprias empresas cartográficas de sucesso em Leipzig, Munique e Hamburgo. Também os renomados cartógrafos Carl Barich, Arnim Welcker (1840-1859), Fritz Hanemann (1847-1877), Christian Peip (1843-1922), Bruno Domann e Otto Koffmahn (1851-1916) trabalharam para a Perthes.

## Homenagens e vida pessoal
Em 1860, Petermann foi eleito membro da Academia Alemã de Ciências Leopoldina. Em 1868, a Royal Geographical Society, de Londres, concedeu a Petermann a sua mais alta distinção, a Grande Medalha de Ouro.
A Expedição Antárctica Alemã 1938/1939 deu o nome de Cordilheira Petermann a três cadeias de montanhas do Maciço de Wohlthat (Antárctica). Para além disso, Petermann é o epónimo da Montanha Petermann (a Petermann Bjerg), com 2970 m, na Gronelândia Oriental, do Cabo Petermann, na ilha de Novaya Zemlya, do Cabo Petermann, do Petermannfjellet e do Petermannbreen, em Spitsbergen, da Cordilheira Petermann, na Austrália, da ilha Petermann, na Antárctida, e do Glaciar Petermann (Petermann Gletsjer) no noroeste da Gronelândia. No entanto, a Terra de Petermann, que Julius Payer tinha identificado a norte da Terra de Franz-Josef, revelou-se uma ilha fantasma.
A cratera lunar Petermann foi baptizada com o seu nome. O género de plantas Petermannia F.Muell., da família Petermanniaceae, tem o seu nome.
Em 1998, a cidade de Gotha deu o nome do cartógrafo a um caminho no seu parque citadino. Este caminho passa pelo Monumento a Petermann, doado pelas Sociedades Geográficas Alemãs após a morte de Petermann e executado por Max Hoene, uma pedra memorial adornada por uma placa de bronze com um retrato em relevo do homenageado.
Sobre August Petermann, o geógrafo Ernst Behm escreveu: «Assim ficou ele, um ornamento para a sua ciência e para a sua pátria. Então veio uma tempestade e derrubou-o, de acordo com as palavras de Homero: Os homens são como as folhas das árvores; quando o vento de outono chega, sopra-as e junca o chão com elas».
August Petermann casou a 3 de setembro de 1856, em Richmond upon Thames (Surrey), com Clara Mildred Leslie. O casamento, do qual nasceram duas filhas, foi dissolvido em 1875. Petermann suicidou-se em 25 de setembro de 1878.
Um espólio, contendo os manuscritos e outros documentos de Petermann, encontra-se atualmente depositado no Arquivo de Geografia do Instituto Leibniz de Geografia Regional (Leibniz-Institut für Länderkunde) em Leipzig.

## Galeria

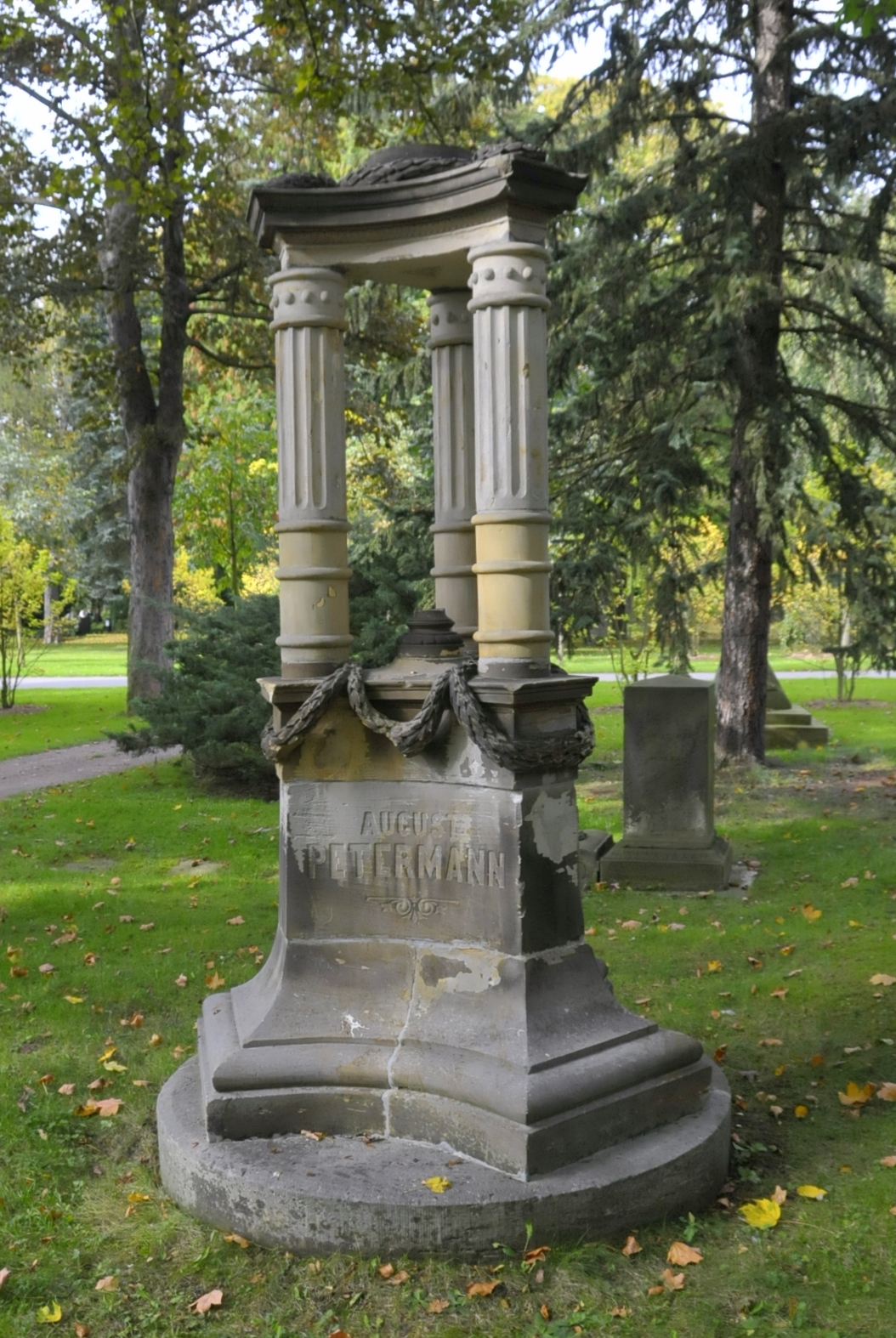
Túmulo de Petermann no Cemitério Principal de Gotha (Hauptfriedhof Gotha).
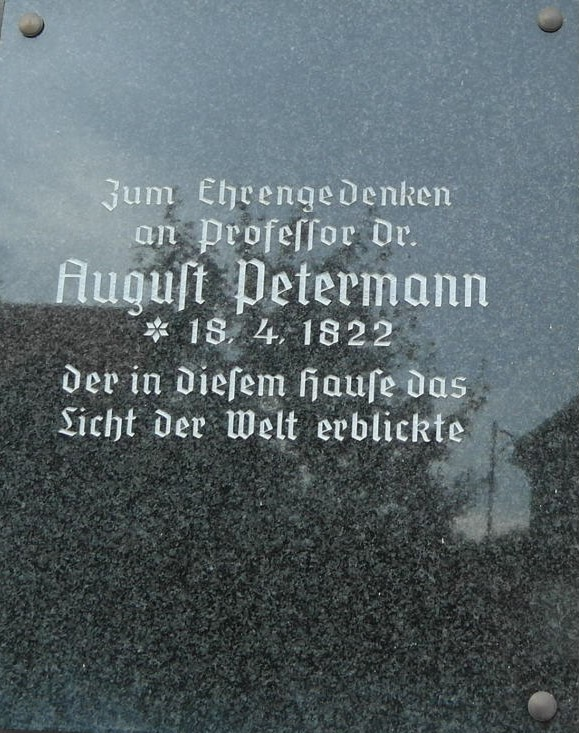
Placa comemorativa em Bleicherode.
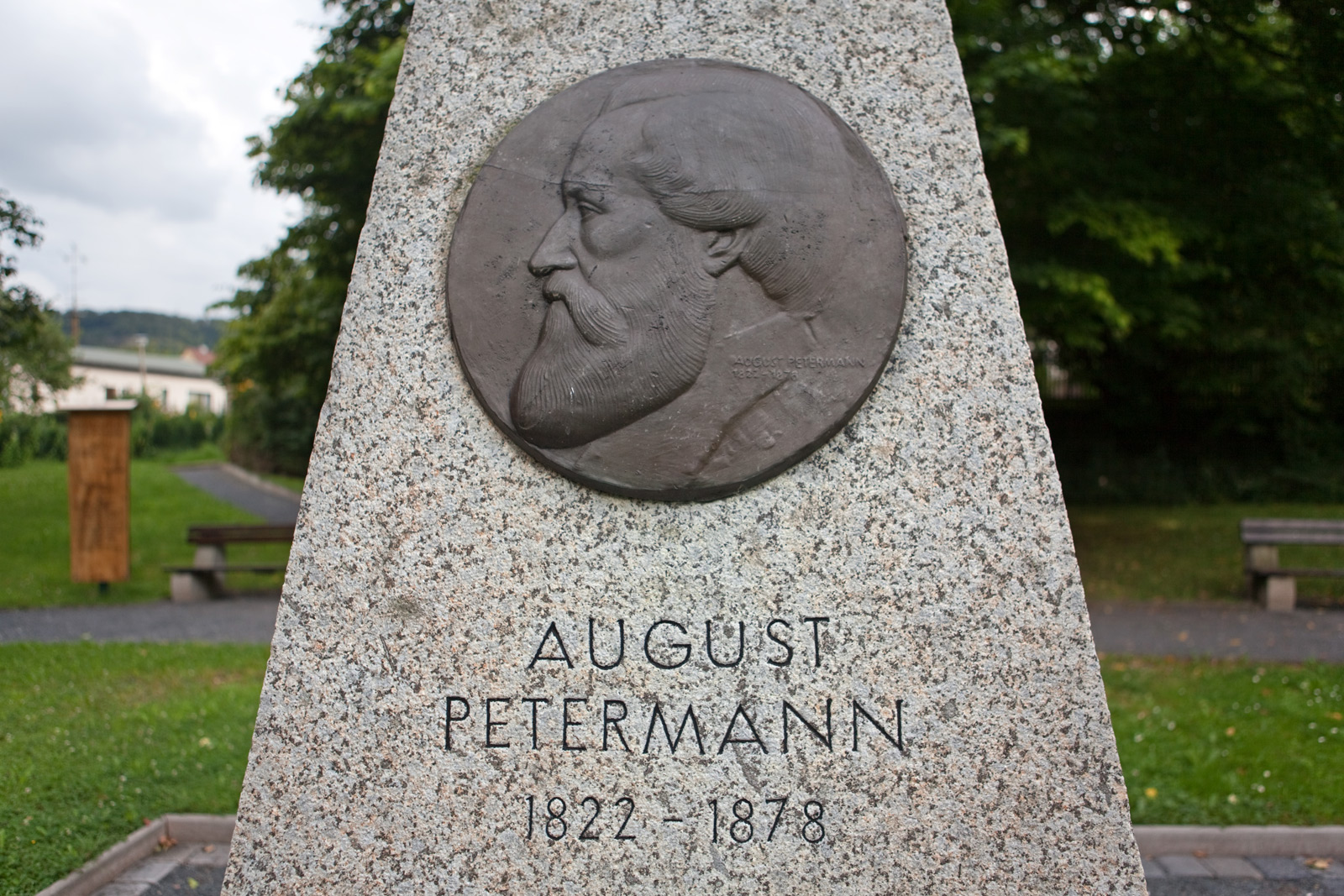
Monumento em Bleicherode.